# Yehiel De-Nur

Yehiel De-Nur declara al judici d'Adolf Eichmann el 1961.

Yehiel De-Nur (hebreu: יחיאל די-נור‎; De-Nur significa 'del foc' en arameu; també romanitzat Dinoor, Di-Nur), també conegut pel seu pseudònim Ka-Tsetnik 135633, nascut Yehiel Feiner (16 de maig de 1909 - 17 de juliol de 2001), va ser un escriptor jueu i supervivent de l'Holocaust, els llibres del qual es van inspirar en el seu temps com a presoner al camp de concentració d'Auschwitz. La seva obra, escrita en hebreu, tendeix a "desdibuixar la línia entre la fantasia i els esdeveniments reals" i consisteix en "novel·les-memòries sovint escabroses, obres que commocionen el lector amb escenes grotesques de tortura, sexualitat perversa i canibalisme".

## Biografia
Yehiel De-Nur va néixer a Sosnowiec, Polònia. Va ser alumne d'una ieixivà a Lublin i més tard va donar suport al sionisme. L'any 1931, va publicar un llibre de poesia ídix que va intentar destruir després de la guerra.
Durant la Segona Guerra Mundial, De-Nur va passar dos anys com a presoner a Auschwitz. El 1945, va immigrar al Mandat britànic de Palestina, (més tard l'Estat d'Israel). Va escriure diverses obres en hebreu sobre les seves experiències al camp utilitzant el seu número d'identitat a Auschwitz: Ka-Tsetnik 135633 (de vegades "K. Tzetnik").
Ka-Tsetnik (ק. צטניק) és el nom en ídix per a "persona de camp de concentració" (que deriva de "ka tzet", la pronunciació de KZ, l'abreviatura de Konzentrationslager); 135633 era el número del camp de concentració de De-Nur. També va utilitzar el nom Karl Zetinski (Karol Cetinsky, de nou la derivació de "KZ") com a refugiat, d'aquí la confusió sobre el seu nom real quan es van publicar per primera vegada les seves obres.
De-Nur es va casar amb Nina De-Nur, filla del professor Yossef (Gustav) Asherman, un conegut ginecòleg de Tel-Aviv. Va servir a l'exèrcit britànic de jove. La Nina el va buscar després de llegir el seu llibre Salamandra i finalment es van casar. Va ser fonamental en la traducció i publicació de molts dels seus llibres. Van tenir dos fills, un fill (Lior) i una filla (Daniella), amb el nom de la seva germana Daniella de "Beit habubot", tots dos encara vius a Israel. Va entrenar amb Virginia Satir als anys setanta. Més tard, Nina va canviar el seu nom a Eli-Yah De-Nur.
El 1976, a causa de malsons i depressió recurrents, De-Nur es va sotmetre a una forma de teràpia psicodèlica promoguda pel psiquiatre holandès Jan Bastiaans expressament per als supervivents dels camps de concentració. El tractament va incloure l'ús de l'al·lucinògen LSD, i les visions experimentades durant aquesta teràpia es van convertir en la base del seu llibre Shivitti. El títol del llibre es deriva del Psalm 16:8 del rei David, "Shiviti YHVH le-negdi tamid (שיויתי ה' לנגדי תמיד)," literalment, "he posat a YHVH sempre davant meu".
Yehiel De-nur va morir a Tel-Aviv el 17 de juliol de 2001.

## Testimoni al judici d'Eichmann
La seva identitat cívica es va revelar quan va declarar al judici a Adolf Eichmann el 7 de juny de 1961. En la seva declaració inicial, Dinur va presentar una opinió diferent sobre l'Holocaust que altres escriptors coneguts de l'Holocaust (com Elie Wiesel), en presentar l'Holocaust com un esdeveniment únic i fora d'aquest món, dient:
"No em veig com un escriptor que escriuiliteratura. Aquesta és una crònica del planeta Auschwitz. Vaig estar-hi durant uns dos anys. El temps allà no és el mateix que aquí, a la Terra. (...) I els habitants d'aquest planeta no tenien nom, no tenien pares ni fills, no portaven [roba] com porten aquí, no hi van néixer i no van donar a llum... No vivien segons les lleis del món aquí i no van morir. El seu nom era el número K. Tzetnik."
Després de dir-ho, De-Nur es va ensorrar i no va donar més testimoni.
En una entrevista a 60 Minutes, emesa el 6 de febrer de 1983, De-Nur va relatar l'incident del seu desmai al judici Eichmann al presentador Mike Wallace.
| « | Dinur va ser vençut per l'odi? Per la por? Pels records horribles? No; no era cap d'aquests. Més aviat, com Dinur va explicar a Wallace, de cop es va adonar que Eichmann no era l'oficial de l'exèrcit semblant a un déu que havia enviat a tants a la mort. Aquest Eichmann era un home normal. "Tenia por de mi mateix", va dir Dinur. "... Vaig veure que sóc capaç de fer això. Sóc... exactament com ell." | » |

Al llibre Eichmann in Jerusalem: A Report on the Banality of Evil l'autor implica que el seu desmai podria haver estat degut a la resposta del fiscal Gideon Hausner i del jutge president Moshe Landau, que creien que va desvirtuar el cas en qüestió. amb l'espectacular declaració testimonial seva.

## Carreria literària
De-Nur va escriure el seu primer llibre sobre l'experiència d'Auschwitz, Salamandra, durant dues setmanes i mitja, mentre estava a un hospital de l'exèrcit britànic a Itàlia el 1945. El manuscrit original estava en ídix, però es va publicar el 1946 i fou editat en hebreu.

### Beit ha-bubot
Entre les seves obres més famoses hi havia Beit ha-bubot de 1955, comercialitzada en anglès com The House of Dolls, que descrivia la "Joy Division", un sistema nazi que mantenia les dones jueves com a esclaves sexuals als camps de concentració. Suggereix que la protagonista del llibre era la seva germana petita, que no va sobreviure a l'Holocaust.
Tot i que els llibres de De-Nur encara formen part del currículum de l'escola secundària, Na'ama Shik, investigadora de Yad Vashem, l'Autoritat per a la memòria dels màrtirs i herois de l'Holocaust a Israel, ha afirmat que Beit ha-bubot és ficció pornogràfica, sobretot perquè les relacions sexuals amb jueus estaven estrictament prohibides a tots els ciutadans aris de l'Alemanya nazi.
A més, el professor Yechiel Szeintuch ha suggerit que De-Nur no tenia cap germana.
El grup de rock britànic Joy Division va derivar el seu nom d'aquest llibre, que va ser citat a la seva cançó "No Love Lost".
De vegades s'assenyala que la seva publicació és la inspiració darrere del gènere de nazisplotation de llibres de butxaca barats serialitzats, conegut a Israel com a ficció Stalag.
Al llibre de De-Nur Piepel (1961) sobre l'abús sexual nazi de nens petits, suggereix que el tema d'aquest llibre era el seu germà petit, que també va morir en un camp de concentració.

## Obres publicades
- Salamandra, 1946; com Sunrise over Hell, traduït per Nina Dinur, 1977
- Beit ha-bubot, 1953; com House of Dolls, traduït per Moshe M. Kohn, 1955
- Hashaon asher meal harosh (The Clock Overhead), 1960
- Karu lo pipl (They called Him Piepel), 1961; com Piepel, traduït per Moshe M. Kohn, 1961; com Atrocity, 1963; com Moni: A Novel of Auschwitz, 1963
- Kokhav haefer (Star of Ashes), 1966; com Star Eternal, traduït per Nina Dinur, 1972
- Kahol miefer (Phoenix From Ashes), 1966; com Phoenix Over The Galilee, traduït per Nina Dinur, 1969; com House of Love, 1971
- Nidon lahayim (Judgement of Life), 1974
- Haimut (The Confrontation), 1975
- Ahavah balehavot, 1976; com Love in the Flames, traduït per Nina Dinur, 1971
- Hadimah (The Tear), 1978
- Daniella, 1980
- Nakam (Revenge), 1981
- Hibutei ahavah (Struggling with Love), 1984
- Shivitti: A Vision, traduït per Eliyah Nike Dinur and Lisa Herman, 1989
- Kaddish, (Contains Star Eternal plus essays written in English or Yiddish), 1998
- Ka-Tzetnik 135633 (Yehiel De-Nur), House of Dolls (London: Grafton Books, 1985)
- Ka-Tzetnik 135633 (Yehiel De-Nur), House of Love (London: W.H. Allen, 1971)
- Ka-Tzetnik 135633 (Yehiel De-Nur), Moni: A Novel of Auschwitz (New Jersey: Citadel Press, 1963)
- Ka-Tzetnik 135633 (Yehiel De-Nur), Phoenix Over The Galilee (Nova York: Harper & Row, 1969)
- Ka-Tzetnik 135633 (Yehiel De-Nur), Shivitti: A Vision (California: Gateways, 1998)
- Ka-Tzetnik 135633 (Yehiel De-Nur), Star Eternal (Nova York: Arbor House, 1971)
- Ka-Tzetnik 135633 (Yehiel De-Nur), Sunrise Over Hell (London: W.H. Allen, 1977)